# Морозов, Григорий Константинович
Григорий Константинович Морозов (25 декабря 1918, Ивановка, Самарская губерния — 3 августа 1975, Саратов) — командир орудия, участник Великой Отечественной войны, Герой Советского Союза.

## Биография
Родился 25 декабря 1918 года в селе Ивановка ныне Балаковского района Саратовской области.
В рядах Красной Армии с 1939 года. С 1944 года участник Великой Отечественной войны. Воевал на Белорусском и 1-м Белорусском фронтах.
14 января 1945 года советские войска начали наступление на Магнушевском плацдарме. Подразделение Морозова обеспечивало продвижение танковой армии. 24 января советские войска дошли до реки Нетце. Противоположный берег был хорошо укреплен. Морозов вместе с орудием переправился на вражеский берег и начал стрельбу по позициям немецких солдат. Было отбито несколько контратак противника. Захваченный плацдарм способствовал дальнейшему продвижению советских войск.
Звание Героя Советского Союза с вручением ордена Ленина и медали «Золотая Звезда» присвоено 31 мая 1945 года «за отвагу и мужество, проявленные при форсировании реки Нетце, захвате и удержании плацдарма на западном берегу реки».
Умер 3 августа 1975 года.

## Память
- Мемориальная доска в память о Морозове установлена Российским военно-историческим обществом на здании Ивановской средней школы, где он учился.